# Навчук Ігор Васильович
Ігор Васильович Навчук - завідувач кафедри соціальної медицини та організації охорони здоров’я Буковинського державного медичного університету.

## Життєпис
Народився 03 жовтня 1967 року в с. Підвисока, Снятинського району, Івано-Франківської області.
В 1987 році закінчив Одеське медичне училище №3.
В 1998 році закінчив Буковинську державну медичну академію.
З 1998-2000 рр. навчався в інтернатурі при Буковинській державній медичній академії за спеціальністю «лікар-анастезіолог».
З 2000 року працював асистентом кафедри соціальної медицини та ООЗ та за сумісництвом лікарем-анастезіологом в лікарні швидкої медичної допомоги м. Чернівці, а також, за сумісництвом, завідувачем гуртожитку БДМА. 
В 2010 році захистив кандидатську дисертацію на тему: «Розробка та обґрунтування моделі первинної та вторинної профілактики артеріальної гіпертензії у сільського населення». 
В 2013 році отримав наукове звання доцента.
В 2019 році призначений на посаду завідувача навчально-наукової лабораторії Буковинського державного медичного університету.
В 2020 році – на посаду завідувача кафедри соціальної медицини та організації охорони здоров’я Буковинського державного медичного університету.
За період трудової діяльності неодноразово був нагороджений грамотами адміністрації університету, Головного управління охорони здоров'я обласної державної адміністрації.

## Наукова діяльність
Має близько 85 наукових праць, серед яких 74 публікацій наукового та навчально-методичного характеру, які опубліковані у вітчизняних і міжнародних рецензованих фахових виданнях (2 з них у журналах, що індексуються в наукометричних базах Scopus та Web of Science), співавтор: 1 монографії, 4 навчально-методичних посібників, 2 навчальних посібників, 1 патенту на корисну модель, 1 інформаційного листа.

### Наукові ідентифікатори
Scopus Author ID: 57222955451
- ORCID:

## Громадська діяльність
З 2011 по 2013 року на громадських засадах виконував обов’язки головного лікаря стоматологічної клініки Буковинського державного медичного університету.
З 2019 року по теперішній час виконує обов’язки завідувача навчально-наукової лабораторії Буковинського державного медичного університету на громадських засадах.
Є членом Чернівецької обласної громадської Асоціації організаторів і управлінців охороною здоров’я.

## Вибрані наукові праці
1.     Sobko DI, Ilashchuk TO, Navchuk IV. Melatonin and grhelin as “early” prognosis markers of progression of arterial hypertension and osteoarthritis in the case of their comorbidity///Official journal of the Polish Medical Association. Wiad Lek. 2021;74(3 p.2):697-701.
2.    Chornenka Zh, Biduchak A, Navchuk I, Hrytsiuk M, Domanchuk T, Yakovets K. Comparative analysis of incidence, prevalence and mortality from tuberculosis among the population of Europe and Ukraine. Medical Science. 2021;25(110):946-53. ISSN 2321-7359
3.    Navchuk I, Sobko D. Model of application of technologies of primary prevention of arterial hypertension. International independent Scientific Journal. 2020;2(16):52-6.
4.    Navchuk I, Sobko D. Model of application of technologies of secondary prevention of arterial hypertension. International independent Scientific Journal. 2020;2(16):56-9. 
5.    Navchuk I, Navchuk G, Sobko D. Preventive bases for solving the problem of arterial hypertension by reforming the health care system in rural areas. Danish Scientific Journal. 2020;1(37):27-9. 
6.    Navchuk I, Navchuk G, Sobko D. Basic patterns of morbidity, disability, mortality from cardiovascular diseases and arterial hypertension in the countries of the world and in Ukraine. The Scientific Heritage. 2020;38(2):34-6.
7.    Shutak L, Navchuk H, Navchuk I. Teaching of Ukrainian language as a foreign language: pedagogical problems and ways to solve them. International independent Scientific Journal. 2020;2(22):38-41. ISSN 3547-2340
8.    Shutak L, Navchuk H, Navchuk I. Ukrainian Language as a Foreign Language in the Medical Institution of Higher Education: Problems During Study and Ways to Solve Them. Modern Scientific Research: Achievements, Innovations and Development Prospects. Berlin. 29-31.08.2021. P. 154-161
9.    Chornenka Z, Biduchak A, Navchuk I, Hrytsiuk M, Domanchuk T, Yakovets K. Comparative analysis of incidence, prevalence and mortality from tuberculosis among the population of Europe and Ukraine. Medical Science. 2021;110(25):946-53. ISSN 2321-7359
10.  Navchuk I, Navchuk G, Sobko D. Prediction of complications of arterial hypertension in rural patients. International independent Scientific Journal. 2020;17(1):33-7. ISSN 3547-2340